# Powidz-Osiedle
Powidz-Osiedle (prononciation : /ˈpɔvit͡s ɔˈɕɛdlɛ/) est un village polonais de la gmina de Powidz dans le powiat de Słupca de la voïvodie de Grande-Pologne dans le centre-ouest de la Pologne.
Il se situe à environ 5 kilomètres au sud-ouest de Powidz (siège de la gmina), à 12 kilomètres au nord de Słupca (siège du powiat) et à 66 kilomètres à l'est de Poznań (capitale régionale).

## Histoire
De 1975 à 1998, le village faisait partie du territoire de la voïvodie de Konin.

Depuis 1999, Powidz-Osiedle est situé dans la voïvodie de Grande-Pologne.